# Difetti di saldatura

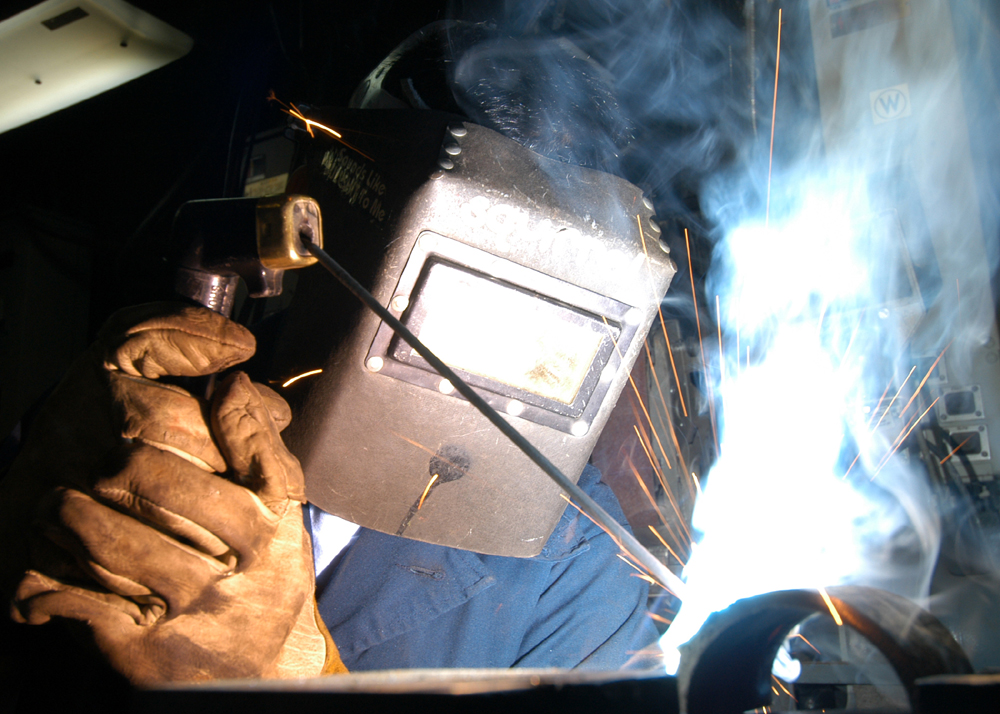
Saldatura a elettrodo rivestito.

Le saldature rappresentano la più importante incognita nell'assemblaggio di manufatti d'acciaio. Non è infatti possibile definire a priori le tensioni che un giunto saldato sia capace di sopportare, se non empiricamente, ossia mediante prove del tipo distruttivo.

Dal punto di vista progettuale si è quindi soliti considerare un giunto saldato come un giunto omogeneo, ove però si utilizzino elevati coefficienti di sicurezza, empiricamente ricavati dalle prove di tipo distruttivo. I costruttori analogamente si impegnano a processare i giunti nelle condizioni standard, nelle quali si sono ricavati i dati empirici. A tal fine vengono stilate le WPS, che fissano le variabili di saldatura in range ristretti che l'operatore deve rispettare al fine di rendere il più possibile la saldatura simile a quella campione e quindi dare un senso ai calcoli progettuali.
È già sufficiente quindi non rispettare anche un solo parametro della WPS, per introdurre un difetto di saldatura nel senso largo del termine, in quanto ciò altera le prestazioni teoriche.
Ma normalmente per difetti di saldatura si intendono le imperfezioni fisiche, che fanno precipitare i valori di resistenza e tenacità del giunto saldato in quanto trattasi di inneschi di rottura nonché intensificatori di sforzi che nel più o meno lungo periodo causano la frattura della saldatura.

## Struttura della zona di saldatura testa a testa

le diverse zone individuabili in corrispondenza di una saldatura di testa.

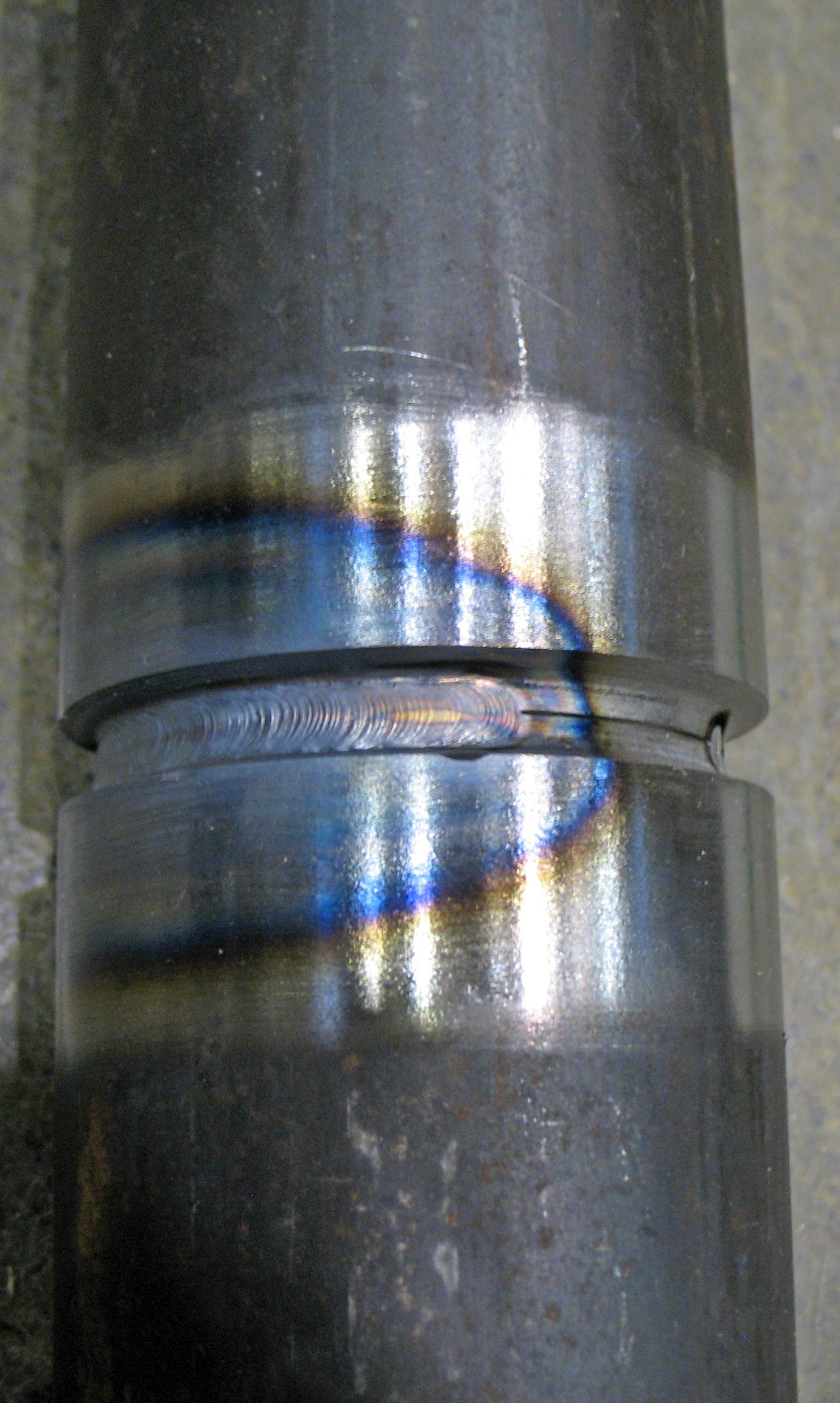
L'area azzurra in corrispondenza della zona di saldatura di due tubi è dovuta all'ossidazione a una temperatura corrispondente a 316 °C

A seguito di una saldatura testa a testa nella zona saldata si possono distinguere diverse zone:
- il metallo base è quella parte del giunto saldato che si trova a una distanza tale dalla saldatura da non risentire delle variazioni termiche causate dai cicli termici di saldatura e pertanto da non subire alterazioni a livello microstrutturale e quindi nelle caratteristiche meccaniche;
- la zona di influenza o termicamente alterata in cui il materiale base ha subito un'elevazione della temperatura, a seguito dei cicli termici di saldatura, tale da non farlo fondere ma da determinare delle modifiche livello microstrutturale quali:
  - variazioni dimensionali del grano cristallino;
  - formazione di nuovi costituenti strutturali;
- la zona fusa che si distingue in:
  - zona di penetrazione in cui la temperatura ha determinato la fusione di parte del materiale base e la sua compenetrazione col collante di saldatura
  - materiale d'apporto (proveniente dall'elettrodo)

## Tipologia dei difetti
La tipologia di difetti riscontrabili in una saldatura testa a testa riferita ad un controllo radiografico della stessa può essere così sintetizzata.
- difetti a carattere allungato

| Denominazione                           | Simbolo |
| cricche                                 | Cr      |
| incollatura                             | Col     |
| mancanza di penetrazione al vertice     | Mpv     |
| mancanza di penetrazione al cuore       | Mpc     |
| inclusioni di scoria o ossido allungate | Scall   |
| tarli                                   | T       |

- difetti a carattere tondeggiante o poligonale o di forma qualsiasi

| Denominazione                                             | Simbolo |
| inclusioni di scoria o ossido o cavità di forma qualsiasi | Sc      |
| soffiatura                                                | Sof     |
| inclusioni di wolframio o di altri metalli pesanti        | W       |

- difetti a grappolo o diffusi

| Denominazione        | Simbolo |
| pori e porosità      | P       |
| nidi di tarli        | Nt      |
| spruzzi di wolframio | Spw     |

- difetti di profilo

| Denominazione                                       | Simbolo |
| incisioni marginali                                 | Im      |
| incisioni al vertice                                | Iv      |
| slivellamenti                                       | Sl      |
| eccessi di penetrazione                             | Ep      |
| insellamenti o concavità                            | Ins     |
| solchi trasversali alla ripresa                     | Str     |
| cattivi raccordi tra le passate e maglie irregolari | Irr     |

## Difetti dimensionali
Difetti di saldatura che possono essere interpretati come dimensionali sono un'eventuale fusione delle parti in maniera tale che il cordone di saldatura si presenti con una convessità eccessiva tale da formare una calotta convessa che può presentare un innesco per fenomeni di rottura fragile, oppure difetti che possono portare a un sottosquadro della saldatura, creando in tal modo una zona con resistenza meccanica più bassa di quella adiacente.

## Inadeguata penetrazione
Si definisce inadeguata penetrazione il riempimento incompleto della parte inferiore del cianfrino (radice) con il metallo d'apporto.
tale difetto può avvenire con o senza slivellamento.
Con il termine slivellamento si definisce una condizione in cui le superfici da saldare non risultano complanari.
L'inadeguata penetrazione può essere dovuta anche a concavità interna.
La concavità interna si forma quando il cordone della prima passata ha fuso entrambi i bordi interni del cianfrino in corrispondenza della radice, ma al centro questo risulta leggermente concavo cioè leggermente sotto la superficie interna dei pezzi da saldare.

## Incompleta fusione
Si definisce incompleta fusione la mancanza di legamento fra i cordoni di saldatura o fra il metallo d'apporto ed il metallo base.
L'incompleta fusione può interessare sia la radice che la sommità del giunto fra il metallo d'apporto ed il metallo base.
Nelle saldature a passate multiple, l'incompleta fusione detta a lembo freddo è invece una discontinuità che interessa l'interno del giunto poiché si può formare fra due cordoni di saldatura adiacenti o fra un generico cordone di saldatura ed il metallo base a causa della mancanza di fusione tra una passata e l'altra.

### Cause
i Difetti di fusione possono essere causati da:
- un insufficiente apporto termico durante l'esecuzione della saldatura, in questo caso non avviene la fusione di una o entrambe le parti che si volevano assemblare, causato da scarsa tensione, che influisce sulla larghezza del bagno di saldatura, o intensità di corrente, che influisce sulla capacità di penetrazione;
- un errato posizionamento della torcia saldante, che può essere o un'eccessiva distanza o un'eccessiva inclinazione della torcia saldante;
- lembi da saldare sporchi o eccessivamente ossidati.

### Rimedi
Per evitare di difetti di fusione si possono seguire i seguenti accorgimenti:
- preriscaldamento dei pezzi da saldare
- pulizia della superficie
- scelta di un idoneo profilo del giunto
- scelta di idonei elettrodi

## Inclusioni gassose
Le inclusioni gassose sono vuoti, di diversa forma e dimensione, che si vengono a formare nella zona fusa.
Le tipologie di inclusione che si riscontrano più frequentemente sono:
- pori di forma tondeggiante e dimensioni < 1 mm;
- soffiature di forma tondeggiante e dimensioni > 1 mm;
- tarli o porosità vermicolari (wormhole porosity) di forma allungata a un'estremità che si formano quando il gas fuoriesce attraverso il metallo depositato che sta solidificando.

Di norma le porosità se distribuite sono meno pericolose rispetto a quelle raggruppate, come le soffiature di maggiori dimensioni ma minor frequenza

### Cause
Le cause che determinano le inclusioni gassose sono diverse tra queste:
- gas prodotti a seguito di reazione chimiche che avvengono nel bagno di fusione
- gas prodotti a causa della presenza di contaminanti
- gas di schermatura
- gas risultanti dal filler

### Rimedi
Per evitare questi difetti si possono adottare i seguenti accorgimenti:
- scelta degli elettrodi e del filler
- preriscaldamento delle parti da saldare
- pulitura dopo ogni passata
- minore velocità di deposizione
- isolare con teli l'area di intervento, fino a circoscrivere il suo perimetro, per evitare che le cosiddette " correnti d'aria " interferiscano con la saldatura

## Inclusioni solide
L'inclusione solida è costituita da materiale metallico, e non, intrappolato nel metallo d'apporto o fra il metallo d'apporto e quello base.

### Inclusioni di tungsteno
Sono difetti che possono essere presenti solo in TIG, in quanto provocati dal fatto che l'elettrodo (appunto in lega di tungsteno detto anche wolframio) viene a contatto col bagno di saldatura, lasciando dei frammenti in zona fusa. Questi frammenti formano inclusioni dopo la solidificazione del bagno.

### Inclusioni di scoria
Nei procedimenti di saldatura ad arco sommerso o con elettrodi rivestiti può accadere che la scoria rimanga intrappolata nella zona fusa
Le inclusioni di scoria dalla forma allungata si trovano usualmente lungo la zona di fusione.
Le inclusioni isolate di scoria hanno forma irregolare e si possono trovare in qualsiasi posizione nella saldatura.
L'inclusione non è rilevabile al controllo visivo (anche se ad un occhio esperto alcune particolari conformazioni del cordone di saldatura possono generare sospetti) ma occorre eseguire un controllo volumetrico (radiografia o ultrasuoni) per verificarne la presenza.
Un giunto con inclusioni di scoria non è omogeneo, pertanto presenta una resistenza minore da quella teorizzata dal progettista, inoltre le inclusioni sottili e allungate rappresentano, specialmente in presenza di sollecitazioni oscillatorie, un formidabile invito alla rottura.

#### Cause
Le inclusioni di scoria si presentano normalmente nei giunti realizzati con il procedimento a passate multiple (elettrodo rivestito o arco sommerso), anche se non si esclude la possibilità di generare inclusioni nei procedimenti a passate singole.

È il tipico difetto operativo dovuto al cattivo maneggio dell'elettrodo rivestito o della torcia di saldatrici a filo animato, per cui la scoria tende ad essere coperta dal metallo d'apporto, anziché salire a galla sul bagno di fusione dove può essere rimossa, oppure, nei procedimenti a passate multiple con elettrodo rivestito, filo animato e arco sommerso, l'inclusione è normalmente dovuta alla cattiva rimozione della scoria della passata precedente.

Un'ulteriore causa è l'atmosfera non completamente riducente.

#### Rimedi
- pulizia dopo ogni passata
- controllo del gas schermante

## Cricche
Le cricche sono delle lesioni che si presentano nella zona di saldatura a causa di l'insorgere di autotensioni generate da brusche variazioni termiche.

Infatti con la solidificazione il bagno di fusione si contrae in quantità sostanzialmente proporzionale, se la contrazione per qualche motivo è contrastata si originano tensioni interne.

Si ricorda che una barra di acciaio lunga l a seguito di una diminuzione di temperatura ΔT si contrae di una quantità Δl pari a:
- Δl = α l ΔT

con:
- α = coefficiente di dilatazione termica che nel caso dell'acciaio è pari a 12.10−6 °C−1

pertanto una barra di acciaio di 1 m soggetta ad una contrazione termica di 100 °C si contrae di 1,2 mm, se vogliamo impedire tale contrazione si deve applicare una tensione di trazione pari a 2500 daN/cm².

Nel caso di cianfrinature asimmetrica, (tipo a V o a U), poiché i filetti superiori della saldatura sono più lunghi di quelli della radice la contrazione Δl della parte fusa è maggiore nella parte più esterna e decresce verso la radice centrale e pertanto si viene a determinare una distorsione (rotazione, serraggio, ecc.) dei pezzi saldati.

Se lo smusso è simmetrico (tipo a X), e pertanto teoricamente autocompensanti nei confronti della distorsione, o nel caso precedente ma con distorsione impedita, all'interno del giunto saldato, con la solidificazione, insorgono delle autotensioni che sono di trazione nella parte più esterna e di compressione in quella inferiore, poiché il ritiro dei filetti superiori è contrastato dalla presenza della parte inferiore già solidificata.

Quando le autotensioni superano la resistenza del materiale si innescano le cricche.

### Tipologia
a seconda della loro forma le cricche si classificano in:
- longitudinali:
  - in zona fusa tipica delle cricche a caldo causata dalla presenza di composti basso fondenti
  - lungo la linea di fusione causata dalla disomogeneità metallurgica tra zona fusa e quella termicamente alterata
  - in zona termicamente alterata tipica delle cricche a freddo
  - nel materiale base
- trasversali
  - in zona fusa tipiche delle cricche a freddo
  - in zona termicamente alterata
  - nel materiale base
- di piede
- sotto cordone
- di cratere: durante la fase di ritiro del materiale fuso si può creare un cratere causato dal risucchio del materiale liquido da parte delle zone circostanti. Le cricche di cratere possono essere:
  - longitudinali
  - trasversali
  - a stella

### Cricche a caldo
Le cricche a caldo sono delle fratture che si generano in zona fusa praticamente in qualsiasi materiale (acciai ferritici e austenitici, leghe di nichel e leghe di alluminio) a seguito di operazioni di saldatura nel corso della solidificazione del metallo saldato.
Hanno generalmente un andamento longitudinale rispetto al cordone di saldatura e si generano a partire dal punto del cordone di saldatura che raffredda più lentamente (normalmente il centro del cordone).

#### Cause
Sono dovute alla presenza, nel bagno di saldatura, di impurità bassofondenti (zolfo, fosforo) che accumulandosi nelle zone del cordone di saldatura a raffreddamento più lento, rimangono fuse (in virtù del loro basso punto di fusione) quando il resto del materiale è già solidificato, solidificando successivamente generano delle cavità di ritiro (cricche di cratere).
Le cricche a caldo possono essere dovute ad un materiale base ad alto tenore di carbonio.

#### Rimedi
Per prevenire la formazione di cricche a caldo è necessario curare la pulizia dei lembi per non contaminare il bagno di saldatura con impurezze bassofondenti (polvere e sporcizia in genere), ed operare in modo da ottenere un raffreddamento rapido del giunto, per non dare il tempo alle eventuali impurezze di accumularsi al centro del cordone. È inoltre sempre opportuno utilizzare materiali che abbiano un intervallo fra liquido e solido quanto più ridotto possibile.
Un altro possibile rimedio è l'utilizzo di elettrodi con Mn, il quale reagendo con lo zolfo e il fosforo li porta in superficie. Si ha così la formazione di scorie che verranno eliminate nel post saldatura.
Si potrebbe altrimenti agire anche sul metallo base, epurandolo da tali impurità. Tuttavia tale processo risulta essere piuttosto costoso, pertanto non è solitamente impiegato.

### Cricche a freddo
Le cricche a freddo sono delle fratture che si generano a seguito di una saldatura, quando il giunto è completamente raffreddato, per questo motivo i controlli atti a ricercare tale difetto, si effettuano di norma almeno 16 ore dopo l'esecuzione del giunto.
Questo tipo di cricca presenta un andamento generalmente trasversale rispetto al cordone di saldatura e tende propagarsi anche nel materiale base.

#### Cause
Si genera prevalentemente nella zona termicamente alterata a causa della concomitanza di tre fattori: presenza di idrogeno (derivato dall'umidità dei lembi o del materiale d'apporto), presenza nella matrice del materiale di "zone di tempra" (dovute ad un raffreddamento del giunto troppo veloce), presenza di tensioni residue (fenomeno in saldatura comunque inevitabile).
Questo difetto è possibile negli acciai con matrice ferritica o martensitica (acciai al carbonio, acciai al Cr-Mo, ecc.), mentre gli acciai con matrice austenitica (acciai inox al Cr-Ni) ne sono praticamente esenti.
Difetto diffuso anche nelle saldature a stagno quando lo stagno fuso tra un filo e una traccia di un circuito stampato, questo non si unisce e poi quando raffreddato, il filo si stacca con la goccia di stagno attaccata.

#### Rimedi
Per scongiurare l'insorgere di cricche a freddo è necessario:
- utilizzare materiali d'apporto ben essiccati quando possibile (elettrodi e flussi al rutilo non sopportano alte temperature di essiccazione),
- operare un preriscaldo dei lembi per: eliminare ogni traccia di umidità, rallentare la velocità di raffreddamento del giunto, far dilatare impercettibilmente i lembi e diminuire così le tensioni residue. Può essere utile anche un trattamento termico di distensione per ridurre al minimo le tensioni residue o di preriscaldo per ridurre le velocità di raffreddamento.
- lavorare a vuoto in modo da impedire la formazione di vapore.
- impiegare elettrodi basici che reagiranno con l'idrogeno evitando la formazione di cricche a freddo.

## Incollaggi
Gli incollaggi si presentano quando si forma uno strato di ossido tra la zona fusa e il lembo da saldare o quando la posizione della torcia è errata, e fonde solo un lembo, facendo "colare" il cordone sull'altro lembo, non fondendolo.
Questo strato determina una riduzione della resistenza meccanica del giunto, in quanto i due lembi non sono completamente fusi insieme.
Sotto carico di lavoro, il cordone di saldatura può staccarsi di netto dal materiale base, dimostrando penetrazione scarsa o nulla.

## Incisioni marginali
L'incisione marginale è un solco scavato dal metallo liquido nel metallo base adiacente al cordone esterno o di radice di una saldatura e che non viene riempito dal metallo di saldatura.

## Bruciature
Una bruciatura è quella zona di cordone di radice dove l'eccesso di penetrazione ha causato la caduta del bagno di saldatura attraverso l'intradosso dei pezzi saldati.